# Saint-François-de-Sales
Saint-François-de-Sales è un comune francese di 141 abitanti situato nel dipartimento della Savoia della regione dell'Alvernia-Rodano-Alpi.

## Società

### Evoluzione demografica
Abitanti censiti